# Draft 1985 de la NBA
1984 1986
La draft 1985 de la NBA est la 39e draft annuelle de la National Basketball Association (NBA), se déroulant en amont de la saison 1985-1986. Elle s'est tenue le 18 juin 1985 à New York. Un total de 162 joueurs ont été sélectionnés en 7 tours,.
Lors de cette draft, 23 équipes de la NBA choisissent à tour de rôle des joueurs évoluant au basket-ball universitaire américain, ainsi que des joueurs internationaux. Si un joueur quittait l’université plus tôt, il devenait éligible à la sélection.
La loterie fut introduite pour la première fois lors de cette draft, afin de mettre fin au système qui faisait que des équipes perdaient volontairement leurs matches pour obtenir le premier choix de la draft. Le système de loterie impliquait un tirage au sort d’une enveloppe. Chaque enveloppe représentait une franchise non-qualifiée en playoffs, et celle qui serait tirée en première obtiendrait le premier choix. Le processus a ensuite été répété jusqu’à ce que le reste des choix de loterie aient été déterminés. Dans ce système, chaque équipe non qualifiée avait une chance égale d’obtenir le premier choix. Le reste des choix étant établi dans l'ordre inverse du classement de la saison 1984-1985.
Les Knicks de New York ont obtenu le premier choix, en remportant la première loterie de la draft de l'histoire, qui s'était tenue en mai de cette année. Les Knicks utilisèrent ce choix pour sélectionner la star de Georgetown, Patrick Ewing, qui sera le NBA Rookie of the Year sur cette saison.
Un total de 5 joueurs, sélectionnés au cours de cette draft, sont intronisés au Basketball Hall of Fame à l'issue de leur carrière (Ewing, Chris Mullin, Karl Malone, Joe Dumars et Arvydas Sabonis).

## Draft
| ^ | Signale un joueur qui a été intronisé au Basketball Hall of Fame                                                                |
| * | Signale un joueur qui a été sélectionné pour au moins un match annuel NBA All-Star Game et une récompense annuelle All-NBA Team |
| + | Signale un joueur qui a été sélectionné pour au moins un match annuel NBA All-Star Game                                         |
| R | Signale le joueur qui a remporté le titre de NBA Rookie of the Year                                                             |
| m | Signale un joueur qui a remporté le titre de MVP au cours de sa carrière                                                        |

### Premier tour
| Choix | Nom               | Position       | Nationalité          | Équipe                                           | Provenance                   |
| ----- | ----------------- | -------------- | -------------------- | ------------------------------------------------ | ---------------------------- |
| 1     | Patrick Ewing^ R  | Pivot          | États-Unis           | Knicks de New York                               | Hoyas de Georgetown          |
| 2     | Wayman Tisdale    | Ailier fort    | États-Unis           | Pacers de l'Indiana                              | Sooners de l'Oklahoma        |
| 3     | Benoit Benjamin   | Pivot          | États-Unis           | Clippers de Los Angeles                          | Bluejays de Creighton        |
| 4     | Xavier McDaniel+  | Ailier fort    | États-Unis           | SuperSonics de Seattle                           | Schokers de Wichita State    |
| 5     | Jon Koncak        | Pivot          | États-Unis           | Hawks d'Atlanta                                  | Mustangs de SMU              |
| 6     | Joe Kleine        | Pivot          | États-Unis           | Kings de Sacramento                              | Razorbacks de l'Arkansas     |
| 7     | Chris Mullin^     | Ailier         | États-Unis           | Warriors de Golden State                         | Red Storm de Saint John      |
| 8     | Detlef Schrempf*  | Ailier fort    | Allemagne de l'Ouest | Mavericks de Dallas                              | Huskies de Washington        |
| 9     | Charles Oakley+   | Ailier fort    | États-Unis           | Cavaliers de Cleveland                           | Virginia Union               |
| 10    | Ed Pinckney       | Ailier fort    | États-Unis           | Suns de Phoenix                                  | Wildcats de Villanova        |
| 11    | Keith Lee         | Pivot          | États-Unis           | Bulls de Chicago                                 | Tigers de Memphis            |
| 12    | Kenny Green       | Ailier         | États-Unis           | Bullets de Washington                            | Demon Deacons de Wake Forest |
| 13    | Karl Malone^ m    | Ailier fort    | États-Unis           | Jazz de l'Utah                                   | Bulldogs de Louisiana Tech   |
| 14    | Alfredrick Hughes | Arrière        | États-Unis           | Spurs de San Antonio                             | Ramblers de Loyola           |
| 15    | Blair Rasmussen   | Pivot          | États-Unis           | Nuggets de Denver (de Portland)                  | Ducks de l'Oregon            |
| 16    | Bill Wennington   | Pivot          | Canada               | Mavericks de Dallas (du New Jersey)              | Red Storm de Saint John      |
| 17    | Uwe Blab          | Pivot          | Allemagne de l'Ouest | Mavericks de Dallas                              | Hoosiers de l'Indiana        |
| 18    | Joe Dumars^       | Arrière        | États-Unis           | Pistons de Détroit                               | Cowboys de McNeese State     |
| 19    | Steve Harris      | Arrière        | États-Unis           | Rockets de Houston                               | Golden Hurricane de Tulsa    |
| 20    | Sam Vincent       | Arrière        | États-Unis           | Celtics de Boston (de Denver via Dallas)         | Spartans de Michigan State   |
| 21    | Terry Catledge    | Ailier fort    | États-Unis           | 76ers de Philadelphie                            | Jaguars de South Alabama     |
| 22    | Jerry Reynolds    | Arrière Ailier | États-Unis           | Bucks de Milwaukee                               | Tigers de LSU                |
| 23    | A.C. Green+       | Ailier fort    | États-Unis           | Lakers de Los Angeles                            | Beavers d'Oregon State       |
| 24    | Terry Porter+     | Meneur         | États-Unis           | Trail Blazers de Portland (de Boston via Dallas) | Wisconsin-Stevens Point      |

### Deuxième tour
| Choix | Nom                   | Position           | Nationalité | Équipe                    | Provenance                       |
| ----- | --------------------- | ------------------ | ----------- | ------------------------- | -------------------------------- |
| 25    | Mike Smrek            | Pivot              | Canada      | Trail Blazers de Portland | Canisius College                 |
| 26    | Bill Martin           | Ailier             | États-Unis  | Pacers de l'Indiana       | Hoyas de Georgetown              |
| 27    | Dwayne McClain        | Arrière            | États-Unis  | Pacers de l'Indiana       | Wildcats de Villanova            |
| 28    | Ken Johnson           | Ailier             | États-Unis  | Bulls de Chicago          | Spartans de Michigan State       |
| 29    | Mike Brittain         | Pivot              | États-Unis  | Spurs de San Antonio      | Gamecocks de la Caroline du Sud  |
| 30    | Calvin Duncan         | Arrière            | États-Unis  | Cavaliers de Cleveland    | Virginia Commonwealth            |
| 31    | Manute Bol            | Pivot              | Soudan      | Bullets de Washington     | Bridgeport                       |
| 32    | Nick Vanos            | Pivot              | États-Unis  | Suns de Phoenix           | Santa Clara                      |
| 33    | Greg Stokes           | Ailier fort Pivot  | États-Unis  | 76ers de Philadelphie     | Hawkeyes de l'Iowa               |
| 34    | Aubrey Sherrod        | Arrière            | États-Unis  | Bulls de Chicago          | Shockers de Wichita State        |
| 35    | Tyrone Corbin         | Ailier Ailier fort | États-Unis  | Spurs de San Antonio      | Blue Demons de DePaul            |
| 36    | Yvon Joseph           | Pivot              | Haïti       | Nets du New Jersey        | Yellow Jackets de Georgia Tech   |
| 37    | Carey Scurry          | Ailier             | États-Unis  | Jazz de l'Utah            | LIU                              |
| 38    | Fernando Martín       | Pivot              | Espagne     | Nets du New Jersey        | Real Madrid                      |
| 39    | George Montgomery     | Pivot              | États-Unis  | Trail Blazers de Portland | Fighting Illini de l'Illinois    |
| 40    | Mark Acres            | Ailier fort Pivot  | États-Unis  | Mavericks de Dallas       | Oral Roberts                     |
| 41    | Lorenzo Charles       | Ailier fort        | États-Unis  | Hawks d'Atlanta           | Wolfpack de North Carolina State |
| 42    | Bobby Lee Hurt        | Pivot Ailier fort  | États-Unis  | Warriors de Golden State  | Crimson Tide de l'Alabama        |
| 43    | Barry Stevens         | Arrière Ailier     | États-Unis  | Nuggets de Denver         | Cyclones d'Iowa State            |
| 44    | Voise Winters         | Arrière            | États-Unis  | 76ers de Philadelphie     | Bradley                          |
| 45    | John Hot Rod Williams | Ailier fort        | États-Unis  | Cavaliers de Cleveland    | Green Wave de Tulane             |
| 46    | Adrian Branch         | Arrière            | États-Unis  | Bulls de Chicago          | Terrapins du Maryland            |
| 47    | Gerald Wilkins        | Arrière            | États-Unis  | Knicks de New York        | Chattanooga                      |

### Joueurs notables sélectionnés après le deuxième tour
| Choix | Nom                 | Position       | Nationalité               | Équipe                                         | Provenance                       |
| ----- | ------------------- | -------------- | ------------------------- | ---------------------------------------------- | -------------------------------- |
| 54    | Sam Mitchell        | Meneur         | États-Unis                | Rockets de Houston (d'Atlanta via San Antonio) | Mercer                           |
| 66    | Michael Adams+      | Meneur         | États-Unis                | Kings de Sacramento (de Denver)                | Eagles de Boston College         |
| 77    | Arvydas Sabonis^    | Pivot          | Union soviétique Lituanie | Hawks d'Atlanta                                | Žalgiris Kaunas                  |
| 87    | Anthony "Spud" Webb | Meneur         | États-Unis                | Pistons de Détroit                             | Wolfpack de North Carolina State |
| 160   | Mario Elie          | Arrière Ailier | États-Unis                | Bucks de Milwaukee                             | American International           |

## Anecdotes
- Arvydas Sabonis ne rejoint pas « officiellement » les Trail Blazers de Portland en 1985; il arrivera finalement lors de la draft 1986. Il ne jouera pas en NBA avant 1995.
- Certains journalistes tels que Bill Simmons ont affirmé que David Stern avait arrangé cette draft pour que les Knicks de New York obtiennent le premier choix et redeviennent une franchise compétitive[5],[6],[7].
- Spud Webb fut le plus petit joueur (1,70 m) à dunker en NBA. Il est aussi le plus petit joueur à avoir remporté le NBA Slam Dunk Contest.